# Војо Стојановски
Војо Стојановски (Букојчани, 2. фебруар 1949 — Скопље, 6. мај 2014) био је македонски певач народне музике.

## Биографија
Током своје каријере, Стојановски је отпевао низ хитова, од којих су најпознатији: „Ти донесов млада невеста“, „Една мисла имаме“, „Ај да си речиме уште“ и „Свадба голема“. Током осамдесетих година издао је један албум за Југотон из Загреба и четири за Југодиск из Београда.
Године 1998. био је посланик у македонском собрању на листи политичке партије ВМРО-ДПМНЕ.
Био је ожењен новинарком Евицом Камберовом-Стојановском, имају сина Дамјана (рођен 1996. године). Дамјан је наставио стопама свог оца, уписавши се на Факултет за музичку уметност на одсеку - соло певање. Истовремено је започео и музичку каријеру: добитник је награде за најбољег дебитанта на фестивалу „Филиграни” и освојио је прву награду публике за песму „Ај со господ напред“ на „Гоце Фесту”. Имао је још два сина из претходног брака.
Након кратке и тешке болести, Војо Стојановски је преминуо 6. маја 2014. од рака панкреаса. Убрзо након његове смрти је објављен компилацијски албум (на два ЦД-а) „Моја Македонија”, који садржи 19 песама које је Стојановски изводио на фестивалу „Гоце Фест”. Издање албума подржало је Министарство културе Македоније.